# Martina Šmuková
Martina Šmuková (* 3. února 1974, Brno) je modelka a historicky první česká vítězka prestižní modelingové soutěže Elite Model Look. Do roku 2012 byla členkou správní rady Nadačního fondu dětské onkologie Krtek, v roce 2012 založila vlastní Nadační fond Pink Bubble, který pomáhá mladým lidem s onkologickým onemocněním.

## Život
Narodila se v Brně v rodině historiků umění. Vystudovala gymnázium v Brně; roku 1992 vyhrála historicky první tuzemský ročník prestižní modelingové soutěže Elite Model Look; poté se stala žádanou modelkou v Česku. Fotila pro časopisy a katalogy (Fischer Collection, Lancôme, Nivea); publikum jí mohlo vidět i v českých a zahraničních filmech (např. Draculův švagr, xXx s Vinem Dieselem) a televizních reklamách. Při natáčení reklam se setkala s Wimem Wendersem a Elijahem Woodem.[zdroj?]
Do roku 2012 pracovala pro Nadační fond dětské onkologie Krtek, který vznikl léta 1999 při onkologickém oddělení Fakultní nemocnice v Brně. V roce 2012 založila za účelem všestranné podpory dětí a mladých dospělých, kteří podstupují nebo již absolvovali léčbu onkologického onemocnění, Nadační fond Pink Bubble, kde je členkou správní rady.
Několik let byla provdána za Kryštofa Muchu (* 1975), producenta a výkonného ředitele karlovarského filmového festivalu. Má dva syny, staršího Samuela (* 2007) a mladšího Maxe (* 2010). Jejím partnerem je podnikatel v kreativním průmyslu David Foldyna (* 1976). Má mladší sestru Zuzanu, která žije v Brně.
V letech 2012 až 2015 se u ní projevil syndrom vyhoření.